# Puchar Świata w short tracku 2021/2022
Puchar Świata w short tracku 2021/2022 to 24. edycja zawodów w tej dyscyplinie. Zawodnicy wystartowali łącznie w czterech zawodach cyklu. Rywalizacja rozpoczęła się w Pekinie 21 października 2021 roku, a zakończyła się w Dordrechcie 28 listopada tego samego roku.

## Kalendarz Pucharu Świata

### Kobiety
| Lp.                                                       | Miejscowość | Data       | Konkurencja      | 1. miejsce                                                                       | 2. miejsce                                                                       | 3. miejsce                                                                        |
| --------------------------------------------------------- | ----------- | ---------- | ---------------- | -------------------------------------------------------------------------------- | -------------------------------------------------------------------------------- | --------------------------------------------------------------------------------- |
| 1. PŚ                                                     | Pekin       | 23.10.2021 | 1500 m           | Lee Yu-bin                                                                       | Courtney Sarault                                                                 | Kristen Santos                                                                    |
| 1. PŚ                                                     | Pekin       | 23.10.2021 | 500 m            | Natalia Maliszewska                                                              | Arianna Fontana                                                                  | Choi Min-jeong                                                                    |
| 1. PŚ                                                     | Pekin       | 24.10.2021 | 1000 m           | Suzanne Schulting                                                                | Kim Ji-yoo                                                                       | Kristen Santos                                                                    |
| 1. PŚ                                                     | Pekin       | 24.10.2021 | 3000 m drużynowo | Chiny Fan Kexin · Guo Yihan · Qu Chunyu · Zhang Yuting                           | Holandia Selma Poutsma · Suzanne Schulting · Xandra Velzeboer · Yara van Kerkhof | Korea Południowa Kim A-lang · Kim Ji-yoo · Park Ji-yun · Seo Whi-min              |
| 2. PŚ                                                     | Nagoja      | 30.10.2021 | 1500 m           | Suzanne Schulting                                                                | Arianna Fontana                                                                  | Kim A-lang                                                                        |
| 2. PŚ                                                     | Nagoja      | 30.10.2021 | 500 m            | Arianna Fontana                                                                  | Natalia Maliszewska                                                              | Fan Kexin                                                                         |
| 2. PŚ                                                     | Nagoja      | 31.10.2021 | 1000 m           | Kristen Santos                                                                   | Suzanne Schulting                                                                | Xandra Velzeboer                                                                  |
| 2. PŚ                                                     | Nagoja      | 31.10.2021 | 3000 m drużynowo | Holandia Selma Poutsma · Suzanne Schulting · Yara van Kerkhof · Xandra Velzeboer | Korea Południowa Kim A-lang · Lee Yu-bin · Park Ji-yun · Seo Whi-min             | Włochy Arianna Fontana · Cynthia Mascitto · Arianna Valcepina · Martina Valcepina |
| 3. PŚ                                                     | Debreczyn   | 20.11.2021 | 1500 m           | Suzanne Schulting                                                                | Lee Yu-bin                                                                       | Courtney Sarault                                                                  |
| 3. PŚ                                                     | Debreczyn   | 20.11.2021 | 500 m            | Suzanne Schulting                                                                | Arianna Fontana                                                                  | Kim Boutin                                                                        |
| 3. PŚ                                                     | Debreczyn   | 21.11.2021 | 1000 m           | Suzanne Schulting                                                                | Choi Min-jeong                                                                   | Natalia Maliszewska                                                               |
| 3. PŚ                                                     | Debreczyn   | 21.11.2021 | 3000 m drużynowo | Holandia Selma Poutsma · Suzanne Schulting · Xandra Velzeboer · Yara van Kerkhof | Kanada Alyson Charles · Florence Brunelle · Courtney Sarault · Kim Boutin        | Chiny Fan Kexin · Guo Yihan · Qu Chunyu · Zhang Yuting                            |
| 4. PŚ                                                     | Dordrecht   | 27.11.2021 | 1500 m           | Lee Yu-bin                                                                       | Courtney Sarault                                                                 | Suzanne Schulting                                                                 |
| 4. PŚ                                                     | Dordrecht   | 27.11.2021 | 500 m            | Kim Boutin                                                                       | Arianna Fontana                                                                  | Jelena Seregina                                                                   |
| 4. PŚ                                                     | Dordrecht   | 28.11.2021 | 1000 m           | Choi Min-jeong                                                                   | Kim Boutin                                                                       | Suzanne Schulting                                                                 |
| 4. PŚ                                                     | Dordrecht   | 28.11.2021 | 3000 m drużynowo | Holandia Selma Poutsma · Suzanne Schulting · Yara van Kerkhof · Xandra Velzeboer | Kanada Kim Boutin · Florence Brunelle · Alyson Charles · Courtney Sarault        | Włochy Arianna Fontana · Cynthia Mascitto · Martina Valcepina · Elena Viviani     |
| 26. Mistrzostwa Europy 2022 – Drezno                      |             |            |                  |                                                                                  |                                                                                  |                                                                                   |
| 2. Mistrzostwa Czterech Kontynentów 2022 – Salt Lake City |             |            |                  |                                                                                  |                                                                                  |                                                                                   |
| 47. Mistrzostwa Świata 2022 – Montreal                    |             |            |                  |                                                                                  |                                                                                  |                                                                                   |

#### Klasyfikacje
| Lp. | Zawodniczka         | Punkty |
| --- | ------------------- | ------ |
| 1.  | Arianna Fontana     | 26000  |
| 2.  | Kim Boutin          | 21520  |
| 3.  | Natalia Maliszewska | 21277  |
| 4.  | Suzanne Schulting   | 19216  |
| 5.  | Fan Kexin           | 11019  |
| 6.  | Xandra Velzeboer    | 9217   |
| 7.  | Florence Brunelle   | 8559   |
| 8.  | Choi Min-jeong      | 6950   |
| 9.  | Jelena Seregina     | 6899   |
| 10. | Kristen Santos      | 6179   |

| Lp. | Zawodniczka         | Punkty |
| --- | ------------------- | ------ |
| 1.  | Suzanne Schulting   | 28000  |
| 2.  | Kristen Santos      | 19677  |
| 3.  | Choi Min-jeong      | 18144  |
| 4.  | Xandra Velzeboer    | 15616  |
| 5.  | Courtney Sarault    | 14336  |
| 6.  | Kim Boutin          | 13438  |
| 7.  | Natalia Maliszewska | 12174  |
| 8.  | Arianna Fontana     | 9314   |
| 9.  | Kim Ji-yoo          | 8281   |
| 10. | Sofia Proswirnowa   | 5792   |

| Lp. | Zawodniczka       | Punkty |
| --- | ----------------- | ------ |
| 1.  | Lee Yu-bin        | 28000  |
| 2.  | Suzanne Schulting | 26400  |
| 3.  | Courtney Sarault  | 22400  |
| 4.  | Kristen Santos    | 16640  |
| 5.  | Arianna Fontana   | 15741  |
| 6.  | Zhang Yuting      | 9766   |
| 7.  | Choi Min-jeong    | 9175   |
| 8.  | Kim A-lang        | 6400   |
| 9.  | Xandra Velzeboer  | 6126   |
| 10. | Han Yutong        | 5117   |

| Lp. | Państwo           | Punkty |
| --- | ----------------- | ------ |
| 1.  | Holandia          | 30000  |
| 2.  | Korea Południowa  | 19520  |
| 3.  | Kanada            | 19277  |
| 4.  | Chiny             | 18497  |
| 5.  | Włochy            | 17920  |
| 6.  | Rosja             | 13312  |
| 7.  | Stany Zjednoczone | 11469  |
| 8.  | Polska            | 6396   |
| 9.  | Japonia           | 6029   |
| 10. | Francja           | 5641   |

|  |

### Mężczyźni
| Lp.                                                       | Miejscowość | Data       | Konkurencja      | 1. miejsce                                                                    | 2. miejsce                                                                    | 3. miejsce                                                                     |
| --------------------------------------------------------- | ----------- | ---------- | ---------------- | ----------------------------------------------------------------------------- | ----------------------------------------------------------------------------- | ------------------------------------------------------------------------------ |
| 1. PŚ                                                     | Pekin       | 23.10.2021 | 1500 m           | Siemion Jelistratow                                                           | Adił Gałiachmietow                                                            | An Kai                                                                         |
| 1. PŚ                                                     | Pekin       | 23.10.2021 | 500 m            | Shaolin Sándor Liu                                                            | John-Henry Krueger                                                            | Denis Nikisza                                                                  |
| 1. PŚ                                                     | Pekin       | 24.10.2021 | 1000 m           | Hwang Dae-heon                                                                | Siemion Jelistratow                                                           | Pascal Dion                                                                    |
| 1. PŚ                                                     | Pekin       | 24.10.2021 | 5000 m drużynowo | Holandia Itzhak de Laat · Sjinkie Knegt · Sven Roes · Jens van ’t Wout        | Węgry John-Henry Krueger · Shaoang Liu · Shaolin Sándor Liu · Bence Nógrádi   | Włochy Andrea Cassinelli · Yuri Confortola · Tommaso Dotti · Pietro Sighel     |
| 2. PŚ                                                     | Nagoja      | 30.10.2021 | 1500 m           | Yuri Confortola                                                               | Hwang Dae-heon                                                                | Sun Long                                                                       |
| 2. PŚ                                                     | Nagoja      | 30.10.2021 | 500 m            | Hwang Dae-heon                                                                | Ren Ziwei                                                                     | Denis Nikisza                                                                  |
| 2. PŚ                                                     | Nagoja      | 31.10.2021 | 1000 m           | Ren Ziwei                                                                     | Itzhak de Laat                                                                | Pascal Dion                                                                    |
| 2. PŚ                                                     | Nagoja      | 31.10.2021 | 5000 m drużynowo | Kanada Pascal Dion · Steven Dubois · Charles Hamelin · Jordan Pierre-Gilles   | Chiny Li Wenlong · Ren Ziwei · Sun Long · Wu Dajing                           | Węgry John-Henry Krueger · Shaoang Liu · Shaolin Sándor Liu · Bence Nógrádi    |
| 3. PŚ                                                     | Debreczyn   | 20.11.2021 | 1500 m           | Ren Ziwei                                                                     | Pascal Dion                                                                   | Park Jang-hyuk                                                                 |
| 3. PŚ                                                     | Debreczyn   | 20.11.2021 | 500 m            | Shaolin Sándor Liu                                                            | Shaoang Liu                                                                   | Ren Ziwei                                                                      |
| 3. PŚ                                                     | Debreczyn   | 21.11.2021 | 1000 m           | Hwang Dae-heon                                                                | Pascal Dion                                                                   | Itzhak de Laat                                                                 |
| 3. PŚ                                                     | Debreczyn   | 21.11.2021 | 5000 m drużynowo | Kanada Charles Hamelin · Pascal Dion · Jordan Pierre-Gilles · Steven Dubois   | Korea Południowa Hwang Dae-heon · Kim Dong-wook · Kwak Yoon-gy · Park In-wook | Węgry Dániel Tiborcz · John-Henry Krueger · Bence Nógrádi · Shaolin Sándor Liu |
| 4. PŚ                                                     | Dordrecht   | 27.11.2021 | 1500 m           | Ren Ziwei                                                                     | Sjinkie Knegt                                                                 | Park Jang-hyuk                                                                 |
| 4. PŚ                                                     | Dordrecht   | 27.11.2021 | 500 m            | Wu Dajing                                                                     | Steven Dubois                                                                 | Konstantin Iwliew                                                              |
| 4. PŚ                                                     | Dordrecht   | 28.11.2021 | 1000 m           | Shaoang Liu                                                                   | John-Henry Krueger                                                            | Pietro Sighel                                                                  |
| 4. PŚ                                                     | Dordrecht   | 28.11.2021 | 5000 m drużynowo | Korea Południowa Kim Dong-wook · Kwak Yoon-gy · Park In-wook · Park Jang-hyuk | Kanada Pascal Dion · Steven Dubois · Charles Hamelin · Maxime Laoun           | Węgry John-Henry Krueger · Shaoang Liu · Shaolin Sándor Liu · Bence Nógrádi    |
| 26. Mistrzostwa Europy 2022 – Drezno                      |             |            |                  |                                                                               |                                                                               |                                                                                |
| 2. Mistrzostwa Czterech Kontynentów 2022 – Salt Lake City |             |            |                  |                                                                               |                                                                               |                                                                                |
| 47. Mistrzostwa Świata 2022 – Montreal                    |             |            |                  |                                                                               |                                                                               |                                                                                |

#### Klasyfikacje
| Lp. | Zawodnik           | Punkty |
| --- | ------------------ | ------ |
| 1.  | Shaolin Sándor Liu | 25120  |
| 2.  | Wu Dajing          | 20240  |
| 3.  | Ren Ziwei          | 17677  |
| 4.  | Shaoang Liu        | 16192  |
| 5.  | Hwang Dae-heon     | 15438  |
| 6.  | Denis Nikisza      | 15421  |
| 7.  | Steven Dubois      | 14194  |
| 8.  | Konstantin Iwliew  | 12298  |
| 9.  | John-Henry Krueger | 11775  |
| 10. | Pawieł Sitnikow    | 6448   |

| Lp. | Zawodnik            | Punkty |
| --- | ------------------- | ------ |
| 1.  | Pascal Dion         | 20800  |
| 2.  | Hwang Dae-heon      | 20115  |
| 3.  | Itzhak de Laat      | 16078  |
| 4.  | Siemion Jelistratow | 11480  |
| 5.  | John-Henry Krueger  | 11421  |
| 6.  | Shaoang Liu         | 10775  |
| 7.  | Ren Ziwei           | 10721  |
| 8.  | Shaolin Sándor Liu  | 7871   |
| 9.  | Pietro Sighel       | 6413   |
| 10. | Jens Van 't Wout    | 5972   |

| Lp. | Zawodnik            | Punkty |
| --- | ------------------- | ------ |
| 1.  | Ren Ziwei           | 21678  |
| 2.  | Siemion Jelistratow | 17741  |
| 3.  | Park Jang-hyuk      | 15421  |
| 4.  | Sjinkie Knegt       | 12102  |
| 5.  | Sun Long            | 11642  |
| 6.  | Pascal Dion         | 11392  |
| 7.  | Shaolin Sándor Liu  | 11313  |
| 8.  | Stijn Desmet        | 10558  |
| 9.  | Yuri Confortola     | 10355  |
| 10. | Adił Gałiachmietow  | 8074   |

| Lp. | Państwo          | Punkty |
| --- | ---------------- | ------ |
| 1.  | Kanada           | 28000  |
| 2.  | Korea Południowa | 22096  |
| 3.  | Węgry            | 20800  |
| 4.  | Chiny            | 18240  |
| 5.  | Włochy           | 15616  |
| 6.  | Holandia         | 14194  |
| 7.  | Rosja            | 13312  |
| 8.  | Japonia          | 8519   |
| 9.  | Francja          | 6029   |
| 10. | Belgia           | 5872   |

|  |

### Konkurencje mieszane
| Lp.                                                       | Miejscowość | Data       | Konkurencja      | 1. miejsce                                                                                 | 2. miejsce                                                                               | 3. miejsce                                                                           |
| --------------------------------------------------------- | ----------- | ---------- | ---------------- | ------------------------------------------------------------------------------------------ | ---------------------------------------------------------------------------------------- | ------------------------------------------------------------------------------------ |
| 1. PŚ                                                     | Pekin       | 24.10.2021 | 2000 m drużynowo | Chiny Fan Kexin · Ren Ziwei · Wu Dajing · Zhang Yuting                                     | Holandia Sjinkie Knegt · Suzanne Schulting · Jens van ’t Wout · Xandra Velzeboer         | Korea Południowa Hwang Dae-heon · Kim A-lang · Kim Ji-yoo · Park Jang-hyuk           |
| 2. PŚ                                                     | Nagoja      | 31.10.2021 | 2000 m drużynowo | Rosja Jekaterina Jefremienkowa · Siemion Jelistratow · Sofia Proswirnowa · Pawieł Sitnikow | Chiny Fan Kexin · Ren Ziwei · Wu Dajing · Zhang Yuting                                   | Węgry Petra Jászapáti · Zsófia Kónya · John-Henry Krueger · Shaoang Liu              |
| 3. PŚ                                                     | Debreczyn   | 21.11.2021 | 2000 m drużynowo | Chiny Fan Kexin · Ren Ziwei · Wu Dajing · Zhang Yuting                                     | Kanada Florence Brunelle · Camille de Serres-Rainville · Charles Hamelin · Steven Dubois | Francja Gwendoline Daudet · Quentin Fercoq · Sébastien Lepape · Tifany Huot-Marchand |
| 4. PŚ                                                     | Dordrecht   | 28.11.2021 | 2000 m drużynowo | Holandia Sjinkie Knegt · Selma Poutsma · Suzanne Schulting · Jens van ’t Wout              | Węgry Petra Jászapáti · Zsófia Kónya · Shaoang Liu · Shaolin Sándor Liu                  | Chiny Fan Kexin · Ren Ziwei · Sun Long · Zhang Chutong                               |
| 26. Mistrzostwa Europy 2022 – Drezno                      |             |            |                  |                                                                                            |                                                                                          |                                                                                      |
| 2. Mistrzostwa Czterech Kontynentów 2022 – Salt Lake City |             |            |                  |                                                                                            |                                                                                          |                                                                                      |
| 47. Mistrzostwa Świata 2022 – Montreal                    |             |            |                  |                                                                                            |                                                                                          |                                                                                      |

#### Klasyfikacja
| Lp. | Państwo          | Punkty |
| --- | ---------------- | ------ |
| 1.  | Chiny            | 28000  |
| 2.  | Holandia         | 21277  |
| 3.  | Węgry            | 19520  |
| 4.  | Rosja            | 15979  |
| 5.  | Kanada           | 14717  |
| 6.  | Korea Południowa | 13773  |
| 7.  | Włochy           | 11837  |
| 8.  | Francja          | 10175  |
| 9.  | Japonia          | 9994   |
| 10. | Belgia           | 8895   |

|  |

## Wyniki reprezentantek Polski
| Zawodniczka | 1500  | 500 | 1000  | 1500 | 500 | 1000 | 1500  | 500 | 1000  | 1500  | 500 | 1000 |
| Natalia Maliszewska | –     | 1   | 35PEN | –    | 2   | 9DNS | 15    | 6   | 3     | 21PEN | 9   | 5PEN |
| Patrycja Maliszewska | –     | 19  | –     | –    | 26  | –    | –     | 31  | –     | –     | 22  | –    |
| Nikola Mazur | –     | 14  | 27    | –    | 22  | 37   | –     | 26  | –     | –     | 61  | –    |
| Kamila Stormowska | 27PEN | –   | 51    | 24   | –   | 38   | 29    | –   | 35PEN | 35    | –   | 25   |
| Gabriela Topolska | 34PEN | –   | –     | 29   | –   | –    | 65PEN | –   | 27    | 23    | –   | 34   |
| Magdalena Warakomska | 43    | –   | –     | 31   | –   | –    | –     | –   | –     | –     | –   | –    |
| 1. 2. 3. Finał A Finał B Półfinał Ćwierćfinał Bieg rankingowy Eliminacje Preeliminacje DNF – Zawodniczka nie ukończyła biegu DNS – Zawodniczka nie pojawiła się na starcie biegu PEN – Zawodniczka otrzymała karę od sędziów YC – Zawodniczka otrzymała żółtą kartkę (ostrzeżenie) od sędziów - – Zawodniczka nie została zgłoszona do konkursu |       |     |       |      |     |      |       |     |       |       |     |      |

## Wyniki reprezentantów Polski
| Zawodnik | 1500 | 500   | 1000 | 1500 | 500 | 1000 | 1500 | 500   | 1000 | 1500  | 500   | 1000  |
| Paweł Adamski | –    | 54    | –    | –    | –   | –    | 64   | –     | –    | 52    | –     | –     |
| Rafał Anikiej | 54   | –     | 57   | 51   | –   | 63   | –    | –     | 57   | –     | –     | 84PEN |
| Łukasz Kuczyński | –    | 82PEN | –    | –    | 29  | –    | –    | 82PEN | –    | –     | 83PEN | 55    |
| Michał Niewiński | 29   | –     | 65   | 32   | 42  | 54   | 31   | 39    | 41   | 31    | 44    | 30    |
| Diané Sellier | 83YC | 26    | 51   | 24   | 32  | 50   | 53   | 42    | 23   | 34DNS | 35DNS | –     |
| 1. 2. 3. Finał A Finał B Półfinał Ćwierćfinał Bieg rankingowy Eliminacje Preeliminacje DNF – Zawodnik nie ukończył biegu DNS – Zawodnik nie pojawił się na starcie biegu PEN – Zawodnik otrzymała karę od sędziów YC – Zawodniczka otrzymała żółtą kartkę (ostrzeżenie) od sędziów - – Zawodnik nie został zgłoszony do konkursu |      |       |      |      |     |      |      |       |      |       |       |       |